# Ombytningsmotor
Ombytningsmotor er et begreb brugt i bilbranchen om en renoveret motor, som erstatter en identisk motor som var monteret i bilen fra fabrikken.
Normalt benyttes begrebet ikke om en fabriksny motor, men om en brugt motor som er blevet renoveret. For det meste er en ombytningsmotor bygget ud af en defekt motor, hvor f.eks. en eller flere cylindre er blevet udboret.
Bilens kilometerstand tilpasses ikke ombytningsmotorens hidtidige kilometerstand, da resten af bilen allerede har kørt det antal kilometer, som fremgår af bilens kilometertæller. Derimod skrives ombytningsmotorens kilometerstand og indbygningsdato i bilens servicehæfte.